# Space.com
Space.com(스페이스닷컴)은 미국의 우주 관련 잡지이다.
2018년에 Space.com과 기타 Purch 소비자 브랜드들은 퓨처(Future)에 인수되었다.